# Lirophora paphia
Lirophora paphia is een tweekleppigensoort uit de familie Veneridae. De wetenschappelijke naam werd gepubliceerd in 1767 door Carl Linnaeus.

Rechter klep
Linker klep